# Pema Tseden
Pema Tseden, ook onder zijn Chinese naam Wanma Caidan (Qinghai, 3 december 1969 – Lhasa, 8 mei 2023) was een Chinees filmregisseur en scenarioschrijver van Tibetaanse afkomst. Zijn filmdebuut, het filmdrama The Silent Holy Stones (Lhing vjags kyi ma ni rdo vbum) in 2005, leverde meteen vier filmprijzen op, waaronder een Golden Rooster Award.
Tseden overleed op 53-jarige leeftijd aan een hartaanval.

## Filmografie
| Film                                                    | Jaar | Genre     | Rol                  |
| ------------------------------------------------------- | ---- | --------- | -------------------- |
| The Silent Holy Stones (Lhing vjags kyi ma ni rdo vbum) | 2005 | filmdrama | regisseur, schrijver |
| The Search                                              | 2009 | filmdrama | regisseur, schrijver |

## Prijzen en nominaties
| jaar | prijs                                | categorie              | uitslag  |
| ---- | ------------------------------------ | ---------------------- | -------- |
| 2005 | Golden Rooster Award                 | Beste regiedebuut      | gewonnen |
| 2006 | Beijing Student Film Festival        | Beste regiedebuut      | gewonnen |
| 2006 | Changchun Film Festival              | Golden Deer            | gewonnen |
| 2006 | Shanghai International Film Festival | Asian New Talent Award | gewonnen |

- Bibsys: 1542227324746
- Bibliothèque nationale de France: cb16652884m (data)
- CiNii: DA17985417
- Gemeinsame Normdatei: 1128614758
- International Standard Name Identifier: 0000 0000 9707 8170
- Library of Congress Control Number: no2010175839
- Nationale Bibliotheek van Tsjechië: xx0308917
- Nederlandse Thesaurus van Auteursnamen: 391126032
- Réseau des bibliothèques de Suisse occidentale: 02-A023173158
- Système universitaire de documentation: 16694582X
- Virtual International Authority File: 143502401
- WorldCat: E39PBJwtr6PyWpHXTymtFghmBP